# Paris och Helenas kärlek
Paris och Helenas kärlek (franska: Les amours de Pâris et d'Hélène) är en nyklassicistisk oljemålning av den franske konstnären Jacques-Louis David. 
David började arbeta på målningen 1786 efter en beställning av greven av Artois, sedermera kung Karl X av Frankrike. På grund av sjukdom dröjde det till 1788 innan den färdigställdes. Året därpå ställdes den ut på Parissalongen. I samband med franska revolutionen, som bröt ut samma år och som David var anhängare av, konfiskerades tavlan. Målningen är sedan 1823 i franska statens ägo och är idag utställd på Louvren i Paris.
Målningen porträtterar Paris och Helena, det mytiska kärleksparet från Homeros epos Iliaden. Enligt legenden var Paris prins av Troja när han blev utsedd till att vara domare i en skönhetstävling mellan gudinnorna Hera, Athena och Afrodite (Paris dom, känt motiv inom konsten). Han valde Afrodite efter att hon lovat honom "jordens skönaste kvinna" som belöning. Med gudinnans hjälp hemförde Paris kung Menelaos gemål Helena från Sparta. Handlingen gav upphov till trojanska kriget där Paris senare stupade. Till vänster i målningen, placerad på en ensam kolonn, står en staty som föreställer Afrodite (eller den romerska motsvarigheten Venus). I bakgrunden har David avmålat Jean Goujons karyatider från Louvren.